# Хуменбергер, Карл
Карл Ху́менбергер (нем. Karl Humenberger; 25 октября 1906, Вена — 28 декабря 1989, Вена) — австрийский футболист и футбольный тренер.
Младший брат другого австрийского футболиста и тренера — Фердинанда Хуменбергера.

## Ранние годы
Родился в октябре 1906 года в Вене. Отец — Фердинанд Хуменбергер, был родом из Леопольдау, мать — Аугустине Мария Анна Штрох, родилась в венском районе Флоридсдорф. В их семье было ещё двое сыновей: Иоганн и Фердинанд.

## Карьера

### Игровая
Игровую карьеру начал в футбольном клубе «Флоридсдорф», где дебютировал осенью 1926 года. Молодого футболиста сразу поставили в центр поля, на место, которое ранее занимал известнейший футболист Леопольд Дракер. Команда «Флоридсдорф» в те годы «звёзд с неба не хватала», но всегда была твёрдым середняком, а в 1928 году даже достигла стадии полуфинала Кубка Австрии. В апреле 1928 года Хуменбергер впервые был вызван в сборную Австрии, дебют вышел неудачным: австрийцы проиграла сборной Чехословакии в Вене 0:1, а молодого полузащитника после этой неудачи более никогда под знамёна национальной команды не призывали. Хотя Хуменбергер регулярно играл за сборную Вены, на основе которой строилась и сама австрийская сборная.
В 1930 году перешёл в клуб «Адмира» из Вены, но долго там не задержался и уехал в Швейцарию, в клуб «Цюрих», однако, проведя лишь сезон в швейцарском первенстве, Хуменбергер вернулся в «Адмиру». В тот период истории, «Адмира» была на подъёме, с клубом Карл дважды выиграл чемпионат Австрии и играл в финале главного, в те годы, европейского клубного трофея — Кубка Митропы в 1934 году, в котором, правда, проиграли «Болонье».
В 1936 году перебрался во Францию, где играл за «Страсбур», клуб всегда находился в лидерах французского первенства, но до медалей не добирался, а в 1937 году даже вышел в финал Кубка Франции, в котором со счётом 1:2 проиграл «Сошо». В 1938 году Хуменбергер перешёл в клуб «Сент-Этьен», в котором завершил карьеру 4-м местом в чемпионате Франции.

### Тренерская
Тренерскую карьеру Хуменбергер начал уже после окончания войны. Первым его клубом стал «Ортманн». В 1954 году австрийца пригласил голландский клуб «Аякс», который, с провозглашение профессионального футбола в Нидерландах, хотел стать лидером европейского футбола, австрийский тренер стал первым шагом в этом направлении, он стал первым тренером «Аякса», решения которого не контролировались специальным комитетом в клубе. В первом сезоне Хуменбергера в «Аяксе» клуб занял второе место в региональном турнире, уступив лишь ДВС, с которым набрал одинаковое количество очков. В сезоне 1956/57 «Аякс», под руководством Хуменбергера выиграл чемпионат Голландии, но затем клуб не блистал, занимая 3-е и 6-е места соответственно. После сезоне 1958/59 Хуменбергер был уволен, не достигнув с клубом высоких результатов, к тому же руководству клуба не нравился оборонительный футбол, исповедуемый австрийцем.
После Аяуса Хуменбергер руководил клубом «Аустрия» из Зальцбурга, а завершил карьеру в бельгийском клубе «Антверпен».
После окончания тренерской карьеры, Хуменбергер не ушёл из футбола. Он работал в австрийском футбольном союзе, контролируя возведение 8-ми полей в областях, близких у Дунаю.

## Личная жизнь
Женился в возрасте двадцати трёх лет — его супругой стала 19-летняя Эмили Иоганна Маргарета Яната, уроженка Вены. Их брак был зарегистрирован 6 июля 1930 года в Вене.
Скончался от сердечного приступа 28 декабря 1989 года в венской больнице. Его супруга умерла в августе 1985 года в возрасте 74 лет.

## Достижения

### Как игрок
«Адмира»
- Чемпион Австрии: 1933/34, 1935/36
- Обладатель Кубка Австрии: 1934

### Как тренер
«Аякс»
- Чемпион Нидерландов: 1956/57